# Giorgio Tonini

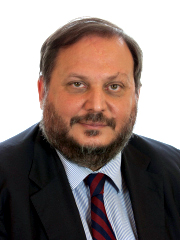
Tonini em 2013

Giorgio Tonini (nascido em 5 de janeiro de 1959) é um jornalista e político italiano. Ele serviu no Senado italiano de 2001 a 2018.